# Ménil-Hermei
Ménil-Hermei est une commune française, située dans le département de l'Orne en région Normandie, peuplée de 201 habitants.

## Géographie

### Localisation
La commune est aux confins de la Suisse normande, de la campagne de Falaise et du pays d'Houlme. Son bourg est à 11 km au nord-ouest de Putanges-Pont-Écrepin, à 13 km au sud-ouest de Falaise, à 22 km à l'est de Condé-sur-Noireau et à 26 km au nord-est de Flers.
| Les Isles-Bardel (Calvados) | Ménil-Vin, Bazoches-au-Houlme | Bazoches-au-Houlme |
| Les Isles-Bardel (Calvados) | Ménil-Hermei                  | Bazoches-au-Houlme |
| La Forêt-Auvray             | Saint-Aubert-sur-Orne         | Rabodanges         |

### Hydrographie
La commune est située dans le bassin Seine-Normandie. Elle est drainée par l'Orne, la Baize, le Bezeron, le fossé 05 du Vivier et un autre petit cours d'eau.
L'Orne, d'une longueur de 170 km, prend sa source dans la commune d'Aunou-sur-Orne et se jette  dans l'embouchure de l'Orne à Merville-Franceville-Plage, après avoir traversé 60 communes. Les caractéristiques hydrologiques de l'Orne sont données par la station hydrologique située sur la commune de Menus. Le débit moyen mensuel est de 8,08 m3/s. Le débit moyen journalier maximum est de 102 m3/s, atteint lors de la crue du 6 janvier 2001.
La Baize, d'une longueur de 26 km, prend sa source dans la commune de Habloville et se jette  dans l'Orne en rive droite en limite de Isles-Bardel et de Rapilly, après avoir traversé douze communes. 
Un plan d'eau complète le réseau hydrographique : le barrage de Saint-Philbert, d'une superficie totale de 25,7 ha (0,44 ha sur la commune),.

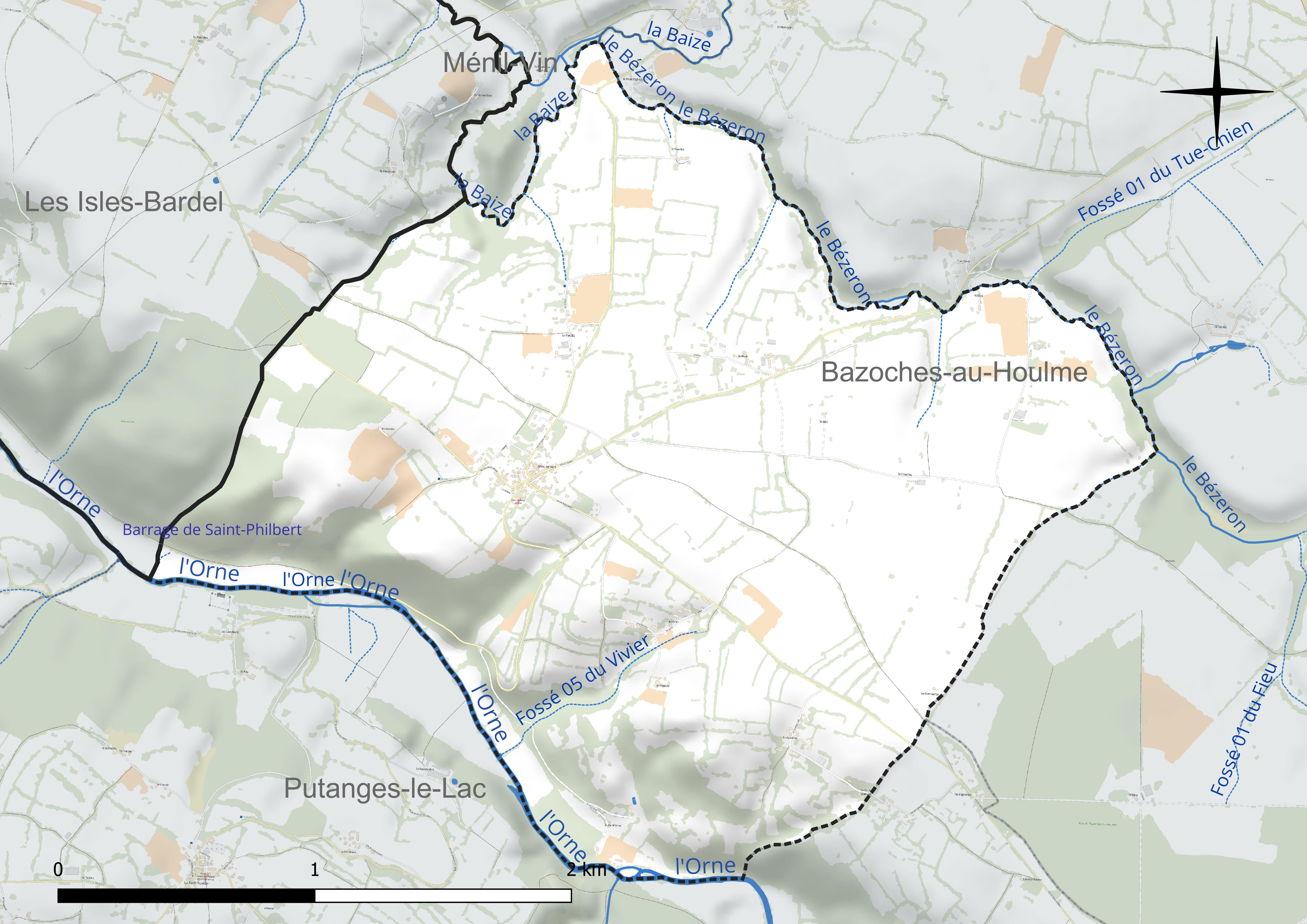
Réseau hydrographique de Ménil-Hermei.

### Climat
Pour des articles plus généraux, voir Climat de la Normandie et Climat de l'Orne.
En 2010, le climat de la commune est de type climat océanique franc, selon une étude du CNRS s'appuyant sur une série de données couvrant la période 1971-2000. En 2020, Météo-France publie une typologie des climats de la France métropolitaine dans laquelle la commune est exposée à un climat océanique et est dans la région climatique Normandie (Cotentin, Orne), caractérisée par une pluviométrie relativement élevée (850 mm/a) et un été frais (15,5 °C) et venté. Parallèlement le GIEC normand, un groupe régional d’experts sur le climat, différencie quant à lui, dans une étude de 2020, trois grands types de climats pour la région Normandie, nuancés à une échelle plus fine par les facteurs géographiques locaux. La commune est, selon ce zonage, exposée à un « climat contrasté des collines », correspondant au Bocage normand, bien arrosé, voire très arrosé sur les reliefs les plus exposés au flux d’ouest, et frais en raison de l’altitude.
Pour la période 1971-2000, la température annuelle moyenne est de 10,3 °C, avec une amplitude thermique annuelle de 13,1 °C. Le cumul annuel moyen de précipitations est de 862 mm, avec 12,4 jours de précipitations en janvier et 7,9 jours en juillet. Pour la période 1991-2020, la température moyenne annuelle observée sur la station météorologique la plus proche, située sur la commune de Pierrefitte-en-Cinglais à 10 km à vol d'oiseau, est de 11,2 °C et le cumul annuel moyen de précipitations est de 806,5 mm,. Pour l'avenir, les paramètres climatiques de la commune estimés pour 2050 selon différents scénarios d’émission de gaz à effet de serre sont consultables sur un site dédié publié par Météo-France en novembre 2022.

## Urbanisme

### Typologie
Au 1er janvier 2024, Ménil-Hermei est catégorisée commune rurale à habitat dispersé, selon la nouvelle grille communale de densité à sept niveaux définie par l'Insee en 2022.
Elle est située hors unité urbaine et hors attraction des villes,.

### Occupation des sols
L'occupation des sols de la commune, telle qu'elle ressort de la base de données européenne d’occupation biophysique des sols Corine Land Cover (CLC), est marquée par l'importance des territoires agricoles (85,9 % en 2018), une proportion identique à celle de 1990 (85,9 %). La répartition détaillée en 2018 est la suivante : 
prairies (57,6 %), terres arables (28,4 %), forêts (14,1 %). L'évolution de l’occupation des sols de la commune et de ses infrastructures peut être observée sur les différentes représentations cartographiques du territoire : la carte de Cassini (XVIIIe siècle), la carte d'état-major (1820-1866) et les cartes ou photos aériennes de l'IGN pour la période actuelle (1950 à aujourd'hui).

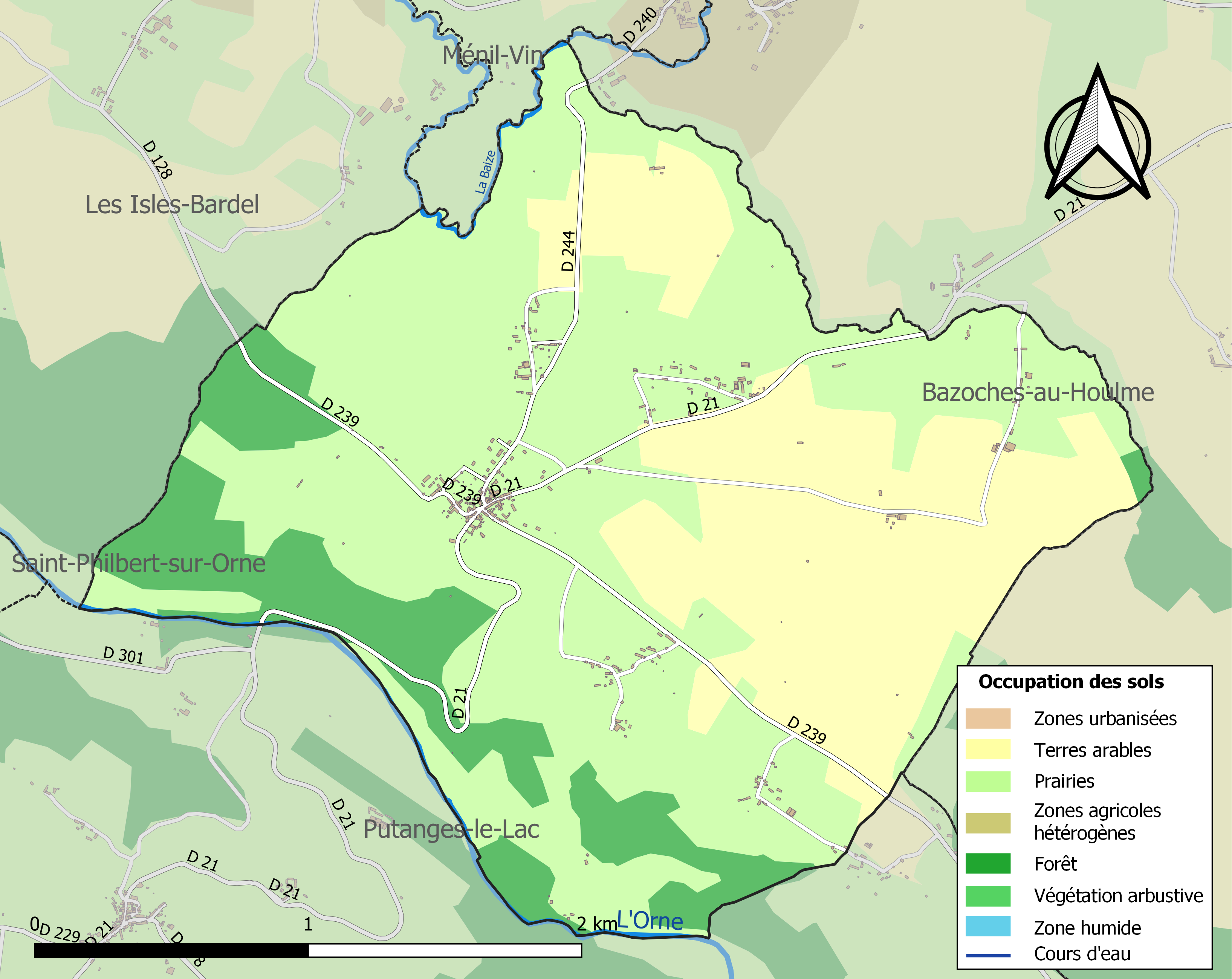
Carte des infrastructures et de l'occupation des sols de la commune en 2018 (CLC).

## Toponymie
Le nom de la localité est attesté sous les formes Mesnillum Hermei dans un manuscrit de 1229, puis dans un autre de 1335, Mesnil Hermer et Mesnillum Hermier au XVe siècle.
L'ancien français mesnil, « domaine rural », transformé en Ménil au début du XIXe comme tous les Mesnil de l'Orne par la volonté d'un préfet de ce département, est à l'origine de nombreux toponymes, notamment en Normandie.
Hermei serait une variante de ermier dérivé de eremu, désignant une terre inculte.
René Lepelley attribue l'origine de Hermei à un anthroponyme ; Albert Dauzat reste plus réservé et la considère obscure.

## Histoire
Dans les années précédant la guerre de Cent Ans, en 1321, Philippe V le Long étant roi de France, Jean de Corday achète le fief de « Mesnil-Hermé ». On trouve cité Mesnil Hermer en 1335, dans un pouillé du diocèse de Séez, la cure est à la présentation directe du roi de France (rex Francie).
En 1465, au début du règne de Louis XI, le titre de noblesse de Raoul de Corday du "Mesnil-Hermé" est confirmé. Guillemette de Corday, dame du « Mesnil-Hermé », épouse Guillaume Rault (ou Raoult) écuyer. Marguerite Rault, seule héritière des précédents, épouse en 1506 le seigneur de Cahan Thomas II Williamson (francisé en Oilliamson), chevalier écossais passé en France sous Charles VIII.
En 1568, Anne d'Oilliamson, dame du Mesnil-Hermé, épouse François de Rabodanges, seigneur de Culey et gentilhomme de la chambre du roi Charles IX. Louis III de Rabodanges, seigneur de Culey et du Mesnil-Hermey est élevé en 1649 au rang de marquis par le roi Louis XIV (la seigneurie du Mesnil-Hermei restera dans le marquisat de Rabodanges jusqu'à la fin de l'Ancien Régime).
Avant la Révolution de 1789, Le Mênilhermey dépendait — du point de vue judiciaire — de la sergenterie de Bazoches (subdivision de la vicomté de Falaise). La paroisse faisait partie du doyenné d'Aubigny et était située, comme Falaise, dans l'ancien diocèse de Séez.

## Politique et administration
| Période    | Période    | Identité         | Étiquette | Qualité                           |
| ---------- | ---------- | ---------------- | --------- | --------------------------------- |
| 1983       | mars 2001  | Michel Gaumont   | SE        | Enseignant                        |
| mars 2001  | avril 2014 | Sylvie Pégat     | SE        |                                   |
| avril 2014 | En cours   | Christophe Louis | SE        | Correspondant service après-vente |

## Population et société

### Démographie
L'évolution du nombre d'habitants est connue à travers les recensements de la population effectués dans la commune depuis 1793. Pour les communes de moins de 10 000 habitants, une enquête de recensement portant sur toute la population est réalisée tous les cinq ans, les populations de référence des années intermédiaires étant quant à elles estimées par interpolation ou extrapolation. Pour la commune, le premier recensement exhaustif entrant dans le cadre du nouveau dispositif a été réalisé en 2004.
En 2022, la commune comptait 201 habitants, en évolution de −0,5 % par rapport à 2016 (Orne : −3,21 %, France hors Mayotte : +2,11 %).
Au premier recensement républicain, en 1793, Ménil-Hermei comptait 1 086 habitants, population jamais atteinte depuis.
| 1793  | 1800 | 1806 | 1821 | 1836 | 1841 | 1846 | 1851 | 1856 |
| ----- | ---- | ---- | ---- | ---- | ---- | ---- | ---- | ---- |
| 1 086 | 667  | 661  | 710  | 692  | 688  | 644  | 614  | 592  |

| 1861 | 1866 | 1872 | 1876 | 1881 | 1886 | 1891 | 1896 | 1901 |
| ---- | ---- | ---- | ---- | ---- | ---- | ---- | ---- | ---- |
| 589  | 579  | 553  | 518  | 448  | 386  | 365  | 364  | 394  |

| 1906 | 1911 | 1921 | 1926 | 1931 | 1936 | 1946 | 1954 | 1962 |
| ---- | ---- | ---- | ---- | ---- | ---- | ---- | ---- | ---- |
| 383  | 343  | 307  | 280  | 288  | 258  | 291  | 244  | 221  |

| 1968 | 1975 | 1982 | 1990 | 1999 | 2004 | 2006 | 2009 | 2014 |
| ---- | ---- | ---- | ---- | ---- | ---- | ---- | ---- | ---- |
| 208  | 203  | 210  | 176  | 155  | 176  | 180  | 211  | 203  |

| 2019 | 2022 | - | - | - | - | - | - | - |
| ---- | ---- | - | - | - | - | - | - | - |
| 205  | 201  | - | - | - | - | - | - | - |

## Lieux et monuments
- Église Notre-Dame du XIXe siècle.
- Manoir de Corday XVe siècle, remarquable pressoir à longue étreinte quasiment intact XVIIe siècle, et habitation du XVIIe siècle.
- La vallée de l'Orne avec :
  - la Pierre levée que certains anciens nommaient : « Pierre à Gargantua ».
  - le rocher dit du « Bec Corbin », dominant le fleuve, au pied duquel passait l'ancienne route empierrée de Domfront à Falaise, via Durcet, La Forêt-Auvray et Ménil-Hermei.

Entre ces deux bourgs, cette route empruntait, contrairement à la route goudronnée actuelle, le tracé du vieux chemin de « Bougas » (orthographe incertaine). C'est par cet itinéraire que l'imposant socle de pierre du monument à Guillaume, dressé au pied du château de Falaise, aurait été acheminé (vers 1850), avec, dit-on, de mémorables difficultés pour l'attelage de chevaux entre le pont de la Forêt et le bourg du Ménil-Hermei.

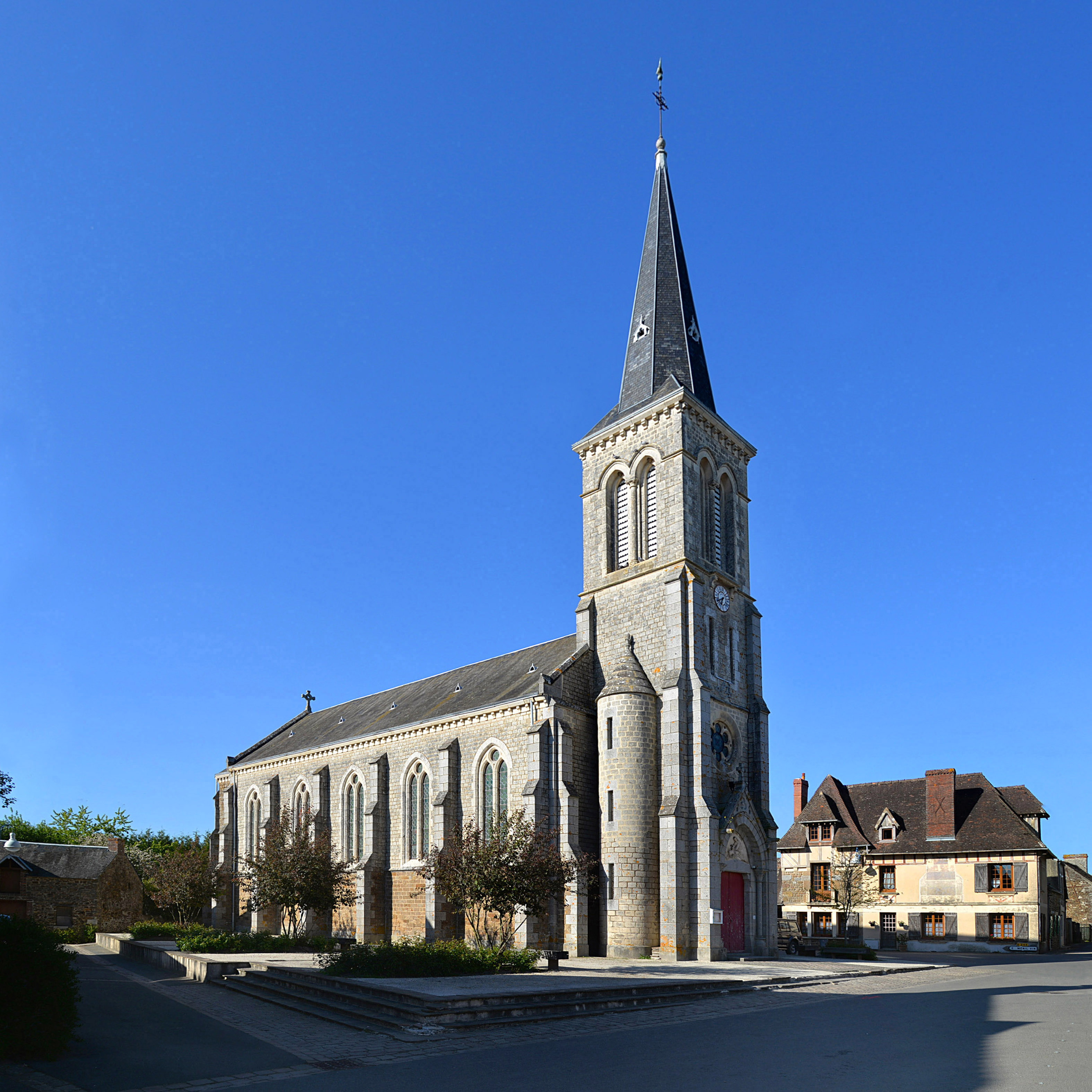
L’église Notre-Dame.
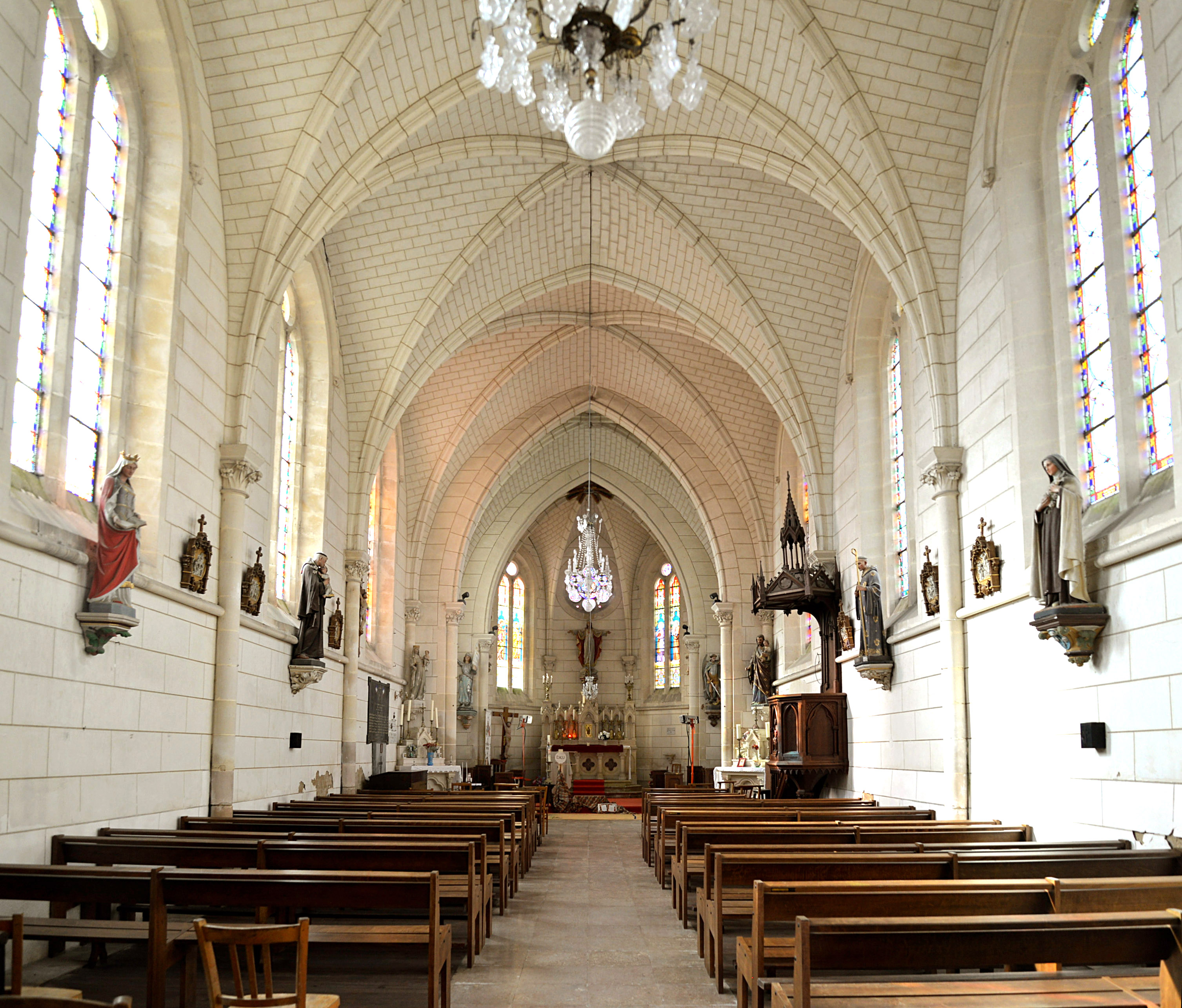
La nef de l'église.
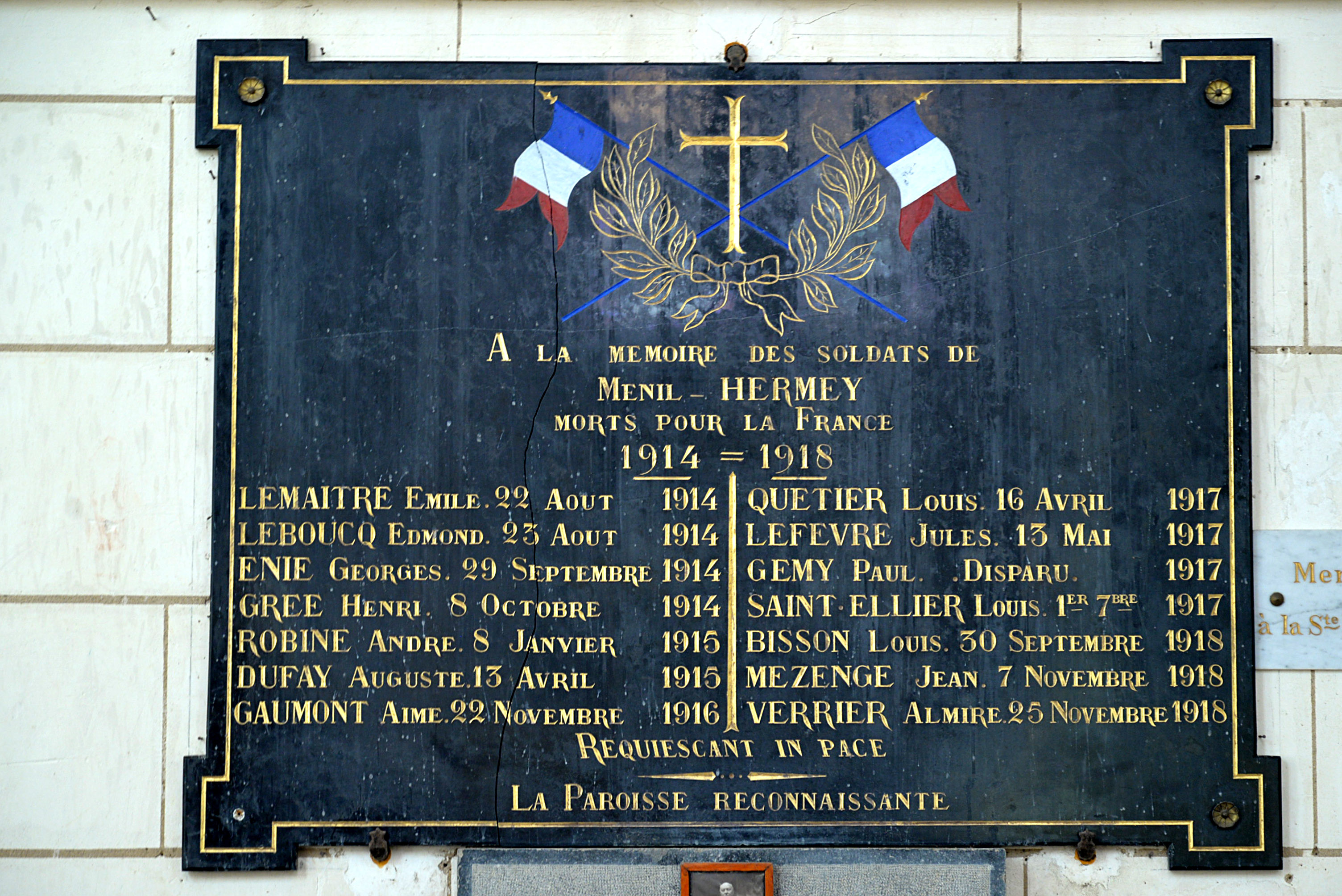
Plaque commémorative dans l'église.
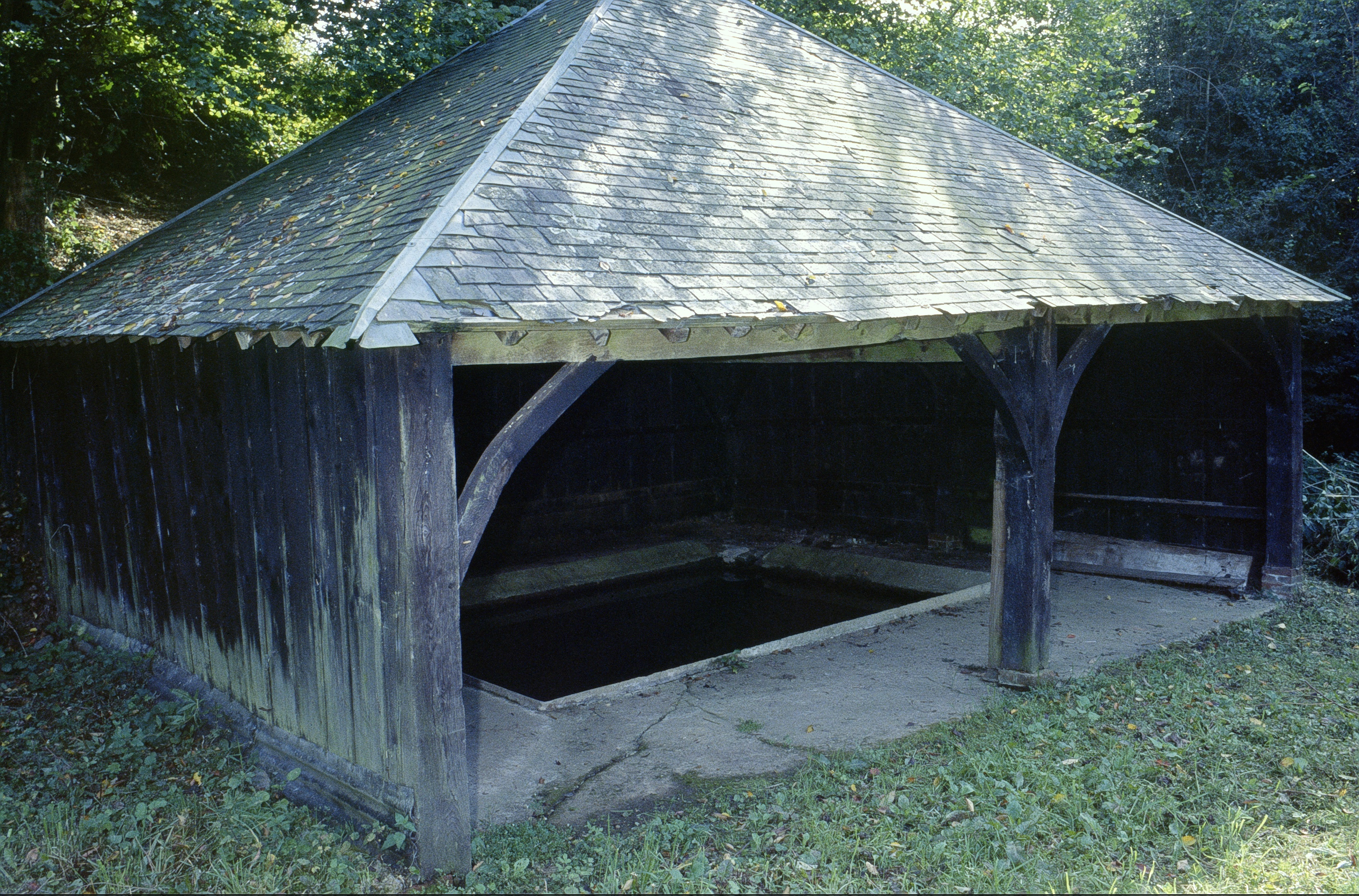
Un lavoir.
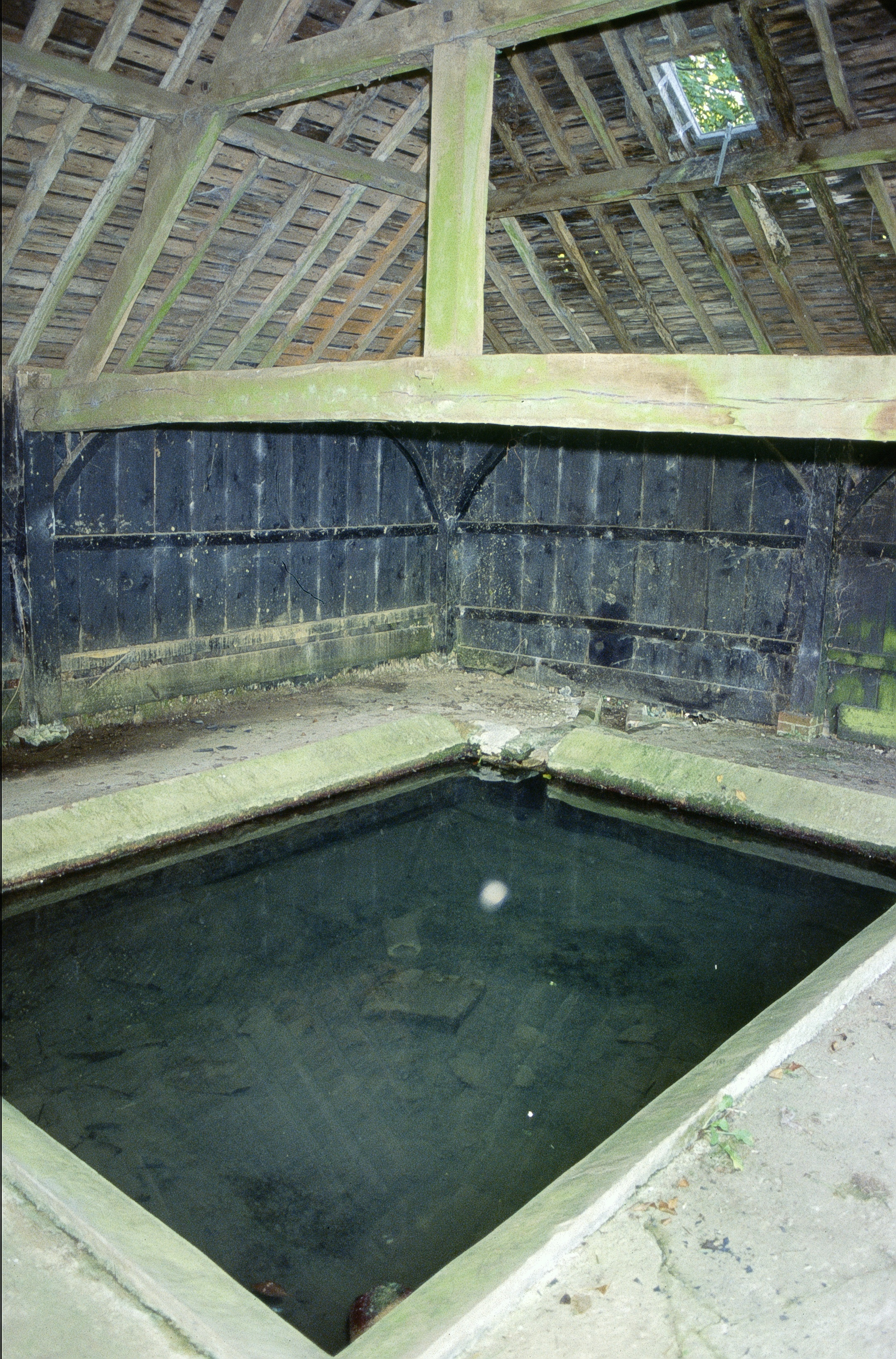
L'intérieur du lavoir.